# Jan Trøjborg
Jan Trøjborg, né le 14 décembre 1955 et mort le 6 mai 2012, est un homme politique danois membre des Sociaux-démocrates, ancien ministre et ancien député au Parlement (le Folketing).

## Biographie
Il devient député au Folketing le 8 septembre 1987. 
En avril 2005, il annonce sa candidature aux élections municipales de novembre à Horsens, déclarant qu'il quittera son siège au Folketing s'il est élu maire. Lors du scrutin du 15 novembre, sa liste remporte 53,6 % des suffrages. Il démissionne du Folketing le 31 décembre, et est investi comme maire le 1er janvier 2006. Le 1er janvier 2007, il devient maire de la nouvelle commune de Horsens, issue d'une fusion avec deux autres communes.
En mars 2010, il est élu à la présidence du Landsforening Kommunernes, l'association représentative des communes danoises.
Il décède le 6 mai 2012 d'une crise cardiaque survenue lors d'une course cycliste organisée en prélude au départ du Giro d'Italia à Horsens.